# Nicoulaud
 (octobre 2018).
Si vous disposez d'ouvrages ou d'articles de référence ou si vous connaissez des sites web de qualité traitant du thème abordé ici, merci de compléter l'article en donnant les références utiles à sa vérifiabilité et en les liant à la section « Notes et références ».
Pour l’article ayant un titre homophone, voir Nicoullaud.
Cet article possède un paronyme, voir Nicolo.
Gilles Nicoulaud, dit Nicoulaud, né le 27 mai 1942 à Châteaubriant et mort le 11 mars 2004 dans le 10e arrondissement de Paris, est un auteur de bande dessinée et dessinateur de presse français.

## Biographie
Collaborateur de Hara-Kiri, Charlie Hebdo (première série), Charlie Mensuel, La Gueule ouverte, Le Psikopat, Quat' Saisons (avec Antoine Blondin et Claude Nougaro), Actuel, Politique Hebdo, Que choisir, il est cofondateur avec Pierre Guitton du journal Zinc (« très beau, pas cher »), en 1970. Il fait partie des HA! (Humoristes associés) avec Siné, Loup, Serre, Sabatier, Bridenne, etc.
Jusqu'à sa mort en 2004, il est le conjoint d'Isabelle de Botton.
Une rue est nommée en son honneur à Saint-Just-le-Martel en 2006.